# Ротчев, Александр Гаврилович
Александр Гаврилович Ротчев (1806—1873) — русский писатель и путешественник, последний правитель колонии Форт-Росс.

## Биография
Родился в 1806 году, а по другим данным — в 1807, в семье московского учителя живописи и рисования, архитектора, губернского секретаря Г. Я. Ротчева.
Первоначальное образование получил домашнее, владел французским, немецким и латинскими языками. С 1822 по 1829 год, с перерывами, вольнослушатель нравственно-политического отделения Московского университета. Однако, курса так и не окончил. Соответственно, не имел прав на классный чин при вступлении в службу.
В университете был постоянным участником общественно-литературного кружка профессора С. Е. Раича, в прошлом члена «Союза благоденствия», издателя альманахов и журнала «Галатея». Среди участников кружка были А. И. Кошелев, М. А. Максимович, А. Н. Муравьев, А. С. Норов, Д. П. Ознобишин, М. П. Погодин, С. Д. Полторацкий, В. П. Титов. Бывали у Раича Н. А. Полевой и В. К. Кюхельбекер. На заседаниях кружка Раича читали стихи, спорили о русской истории, обсуждали философские произведения Канта, Фихте, Шеллинга. Здесь Ротчев читал свои первые стихи. С 1827 за литературную деятельность состоял под тайным наблюдением III отделения С. Е. И. В. канцелярии.
Первое опубликованное в печати произведение Ротчева — перевод пьесы Ж-Б. Мольера «Мнимый рогоносец» и стихотворения в альманахе «Урания» (1825 год). Публиковался также в «Северной Лире» (1826), «Театральном альманахе» (1830), «Невском альманахе» (1830), «Одесском альманахе на 1831 год». В дальнейшем стихи Ротчева печатались в «Невском альманахе» в 1836, 1846 годах. В 1828 г. в Москве был опубликован цикл Ротчева «Подражания Корану». Книга вышла с посвящением Е. П. Гагариной и явилась свадебным подарком поэта. Елена Павловна принадлежала к старинной аристократической семье. Её отец П. П. Гагарин, тайный советник и сенатор, был одним из высших чиновников империи. Родители девушки не одобрили её выбор и вопреки их воле влюблённые тайно обвенчались.
С 15 (27) марта 1829 избран действительным членом Императорского Общества любителей российской словесности при Московском университете. В том же — 1829, Александр Гаврилович вынужден был оставить учёбу в университете, чтобы содержать семью, и переехал с семьёй в Петербург. По протекции двоюродного дяди супруги, кн. С. С. Гагарина, управлявшего Императорскими театрами, с 6 (18) июля 1830 определён копиистом и и. д. переводчика в контору с.-петербургских Императорских театров. За время работы переводчиком перевёл на русский язык ряд трагедий: «Вильгельм Телль» и «Мессинская невеста» Ф. Шиллера, «Макбет» У. Шекспира, «Гернани, или кастильская честь» В. Гюго.
С 2 (14) апреля 1835 Ротчев перешёл на службу в Главное правление Русско-американской компании, а 2 (14) августа 1835 на корабле «Елена» с семьёй отправился в Русскую Америку комиссионером. На шлюпе компании «Ситеса» в плавании в Калифорнию — в залив Бодего, порты Монтерей и Св. Франциска (совр. — г. Сан-Франциск), чиновником по особым поручениям от главного правителя компании (2.07.1836-13.10.1836). ВП от 11 (23) марта 1836, произведён в чин коллежского регистратора, со старшинством с 31 декабря 1834 (12 января 1835). Комиссионером компании совершил плавание в Индию (1837—1838); состоял чиновником по особым поручениям при главном правителе Русской колонии до 1 (13) августа 1838. С 1 (13) августа 1838 Ротчев был назначен правителем («комендантом») конторы селения Росс (Форт-Росс) в Калифорнии, самого южного поселения Русской Америки и занимал должность администратора колонии до 15 (27) июля 1841. C 15 июля 1841 по 1 (13) января 1842 — и. д. комиссионера по делам компании в Калифорнии. Экономика Росса была убыточной и в конце 1841 года постройки и невывезенное движимое имущество колонии было продано мексиканцу швейцарского происхождения Джону Саттеру. В конце жизни, вспоминая период жизни в Америке, Ротчев говорил: «Какая волшебная страна эта Калифорния!.. Я провел там лучшие годы моей жизни, благоговейно ношу воспоминания этих дней в душе…» «Мы провели в Форте лучшие свои годы, вот хотя бы на мгновение вернуться туда», — скажет за несколько дней до смерти Елена Павловна. А что Ротчевы самый заметный след в своей жизни оставили именно в Русской Америке, свидетельствует такой факт: начиная с 1925 года там действует музей их имени. Сегодня он считается одним из самых посещаемых в Северной Америке.
После возвращения в Россию и предоставления главному правителю Российско-Американской колонии отчета, с 5 (17) мая 1843 уволен от службы в компании с чином губернского секретаря. В середине 1840-х пробовал себя в качестве золотопромышленника в Сибири, Приамурье и на Курилах. В феврале 1846 его супруга получила от отставного подпоручика Ивана Аркадиевича Нелидова пять паев с золотосодержащих россыпей в Восточной Сибири, и тогда же Нелидов выдал Ротчеву доверенность на «избрание, заявку и прием остатков золотосодержащих россыпей в Восточной Сибири». Впоследствии Ротчевы много лет судились с Нелидовым по делу об этих паях. С 13 мая 1845 по 11 сентября 1847 Ротчев был домовладельцем в Красноярске, купив деревянный двухэтажный дом со службами и землею, состоящий по Воскресенской улице, 1-й части, в 1-м квартале, под № 35. Вернувшись в Санкт-Петербург, он продолжил литературную деятельность и опубликовал ряд книг и очерков: «Новый Эльдорадо в Калифорнии», «Несколько замечаний касательно владычества английской Ост-Индской компании в Индостане», «Ост-Индия: нравы, обычаи и памятники» и другие.
С 21 октября (2 ноября) 1850 определён на службу младшим помощником контролера департамента разных податей и сборов Министерства финансов. В феврале 1851 производится, за выслугу лет, в чин коллежского секретаря, со старшинством с 31 декабря 1842 (12 января 1843). В мае 1851 уволен в заграничный отпуск, по болезни, на четыре месяца — в Палермо. В октябре 1851 уволен от службы, по болезни.
Выйдя в отставку, Александр Гаврилович вновь отправился в путешествие, которое продлилось до 1853 года. За это время он посетил Кубу, Центральную Америку, Калифорнию, Гавайские острова, Индию, Аден, Египет и Великобританию, на протяжении всего пути посылая в петербургские газеты свои стихи и путевые очерки о странах Америки, Азии и Европы. В Лондоне Ротчев общался с Ч.Диккенсом и А. И. Герценом. В марте 1853 получил приглашение занять должность директора Английского банка в Перу, но, по требованию русского посольства, возвращается в С.-Петербург.
После возвращения в Россию Ротчев опубликовал книгу «Правда об Англии и сказание о расширении владений её во всех частях света», в которой дал критическую оценку деятельности Британской империи в её колониях. В общем собрании от 29 декабря 1854 (10 января 1855), избран действительным членом Императорского Русского географического общества. 2 (14) февраля 1855, за сочинение об Англии, ему высочайше пожалован бриллиантовый перстень. С 17 (29) апреля 1855 определён на службу в канцелярию Военного министерства коллежским секретарем, на должность младшего помощника бухгалтера. В той должности пожалован кавалером ордена Святого Станислава 3 степени (15.04.1856) и награждён светло-бронзовой медалью «В память войны 1853—1856», на Андреевской ленте. В той же должности, в январе 1857 пожалован, за выслугу лет, в титулярные советники, со старшинством с 8 (20) января 1857.
Переведён 28 февраля (12 марта) 1857 в Артиллерийский департамент Военного министерства чиновником на усиление. С 11 (23) декабря 1857 назначен переводчиком в редакцию газеты «Русский Инвалид», с оставлением в прежней должности; с 8 (20) февраля 1858 уволен от должности переводчика той газеты. 
20 июля (1 августа) 1858 пожалован ему высочайший бриллиантовый перстень, за труды по Театрально-литературному комитету при дирекции Императорских театров. С 8 (20) января 1859 — коллежский асессор. 10 (22) апреля 1859 пожалован ему высочайший подарок, за труды по Театрально-литературному комитету.
Состоял одним из редакторов газет «Северная пчела» и «Северная почта» (1860—1862). В ноябре 1862 из Артиллерийского департамента переведён в ведомство М-ва внутренних дел и назначен редактором официальной газеты «С.-Петербургские полицейские ведомости» (1862—1866). В той должности, в апреле 1866 произведён, за выслугу лет, в чин надворного советника, со старшинством с 8 (20) января 1863. В апреле 1863 пожалован ему драгоценный подарок из Кабинета Его Величества, за труды по Театрально-литературному комитету. Выйдя в 1866 году в отставку, в январе—марте 1867 года он редактировал газету «Петербургский листок».
В августе 1867 года из отставных надворных советников определён на службу вновь, в военное ведомство, и откомандированием в распоряжение туркестанского генерал губернатора, ген.-адъютанта К. П. фон Кауфмана. В 1868 году Ротчев отправился в путешествие по Туркестанскому краю, во время которого посетил Ташкент (где выступил одним из учредителей первой газеты в Ташкенте «Средняя Азия») , Самарканд, Голодную степь, озеро Балхаш и предгорья Тянь-Шаня. Причислен к штатам Главного штаба, с откомандированием в распоряжение военного губернатора Семиреченской области, ген.-майора Г. А. Колпаковского. Через год в журнале «Русский вестник» были опубликованы его «Очерки торговли в Семиреченской области 1868—1869». В ноябре 1870 уволен в заграничный отпуск, на два месяца, для излечения болезни, в Вену и Италию. В марте 1871 уволен от службы, по прошению. С 18 апреля 1871 в Баварии, выдавая себя за полковника русской службы, обвенчался с баронессой Марией фон Ридирер. В том же — 1871, «не давая о себе знать» оставил баронессу и вернулся в Россию.
В начале 1872 года саратовский полицмейстер и владелец газеты «Саратовский справочный листок» М. А. Попов пригласил Ротчева возглавить редакцию своей газеты. Александр Гаврилович редактировал газету на протяжении полутора лет, и за это время привлек к участию в газете местных молодых литераторов, в том числе Л. П. Блюммера, поддерживавшего связи с Герценом и Огарёвым.
Умер по пути в Петербург, в Саратове, 20 августа (1 сентября) 1873 года.

## Семья
Отец — Гавриил Яковлевич Ротчев (1767-не позднее 1822), скульптор и художник, воспитанник (1773—1778) и пансионер С.-Петербургской Академии художеств, учитель живописи и рисования Московского Александровского училища. С мая 1788 по 1791 год отправлен учиться во Францию к профессору Королевской Академии Пьеру Жюльену. По возвращении в Россию участвовал в создании статуй для Яковлевского монастыря в Ростове. Высочайшим указом от 30 декабря 1811 (11 января 1812), из воспитанников Академии художеств пожалован в чин губернского секретаря. В формулярном списке сына - Александра, назван обер-офицером. Жена — Мария Ивановна, губернская секретарша. В мае 1822 утратила патент на чин покойного мужа, в связи с чем её сыновья - Александр и Константин, впоследствии дополнительно получали свидетельства об отце для зачисления на службу.
Брат – Константин Гаврилович Ротчев, капитан 144-го Каширского пехотного полка. Службу начал унтер-офицером Рижского драгунского полка; с 27 апреля (9 мая) 1836 произведён, на вакансию, в корнеты Одесского уланского полка; с 20 января (1 февраля) 1837 - поручик; из поручиков того полка, с 26 октября (7 ноября) 1838, тем чином, переведен в 11-й кавалерийский округ Новороссийского военного поселения, с зачислением по армейской кавалерии. Впоследствии там же произведён в штабс-ротмистры и уволен в отставку с чином ротмистра. С 26 сентября (8 октября) 1860 из отставных ротмистров определён в службу городничим г. Воскресенска Херсонской губернии, прежним чином штабс-ротмистра, с зачислением по армейской кавалерии. После Польского восстания произведён в капитаны 144-го Каширского пехотного полка, с отчислением от должности и с зачислением по армейской пехоте. В том чине и должности ротного командира 22 сентября (4 октября) 1865 пожалован кавалером ордена Св. Владимира 4 ст. с бантом, за 25-летнюю беспорочную, в офицерских чинах, службу.  
С мая 1828 года недоучившийся студент А. Г. Ротчев первым браком был женат на княжне Елене Павловне Гагариной (1807-16.07.1880, Полтавская губерния), обвенчавшись с ней тайно и без благословения родителей. Отец девицы — кн. П. П. Гагарин, в чине тайного советника служил обер-прокурором общего собрания московских департаментов Сената, в январе 1831 был назначен сенатором, и этот брак считался мезальянсом. Елена Павловна была отрешена от дома, лишена наследства и исключена из росписи княжеского рода Гагариных. Впоследствии — смотрительница (начальница) Иркутского Сиропитательного института девиц (Иркутсткого Сиропитательного дома Медведниковых) в 1853-1864 годах, известная детская писательница.
В первом браке дети:
- Михаил (1829—1907)  — титулярный советник, инженер. Воспитанник Михайловского артиллерийского училища. Курса не окончил, выпущен в службу унтер-офицером из юнкерского класса в 1846 году. С 10 (22) октября 1852 из фейерверкеров 15-й полевой артиллерийской бригады произведён в прапорщики Рязанского пехотного полка. С 31 марта (12 апреля) 1857 из подпоручиков сводного Рязанского запасного пехотного полка зачислен, на основании приказа военного министра от 31.05.1856 за № 112, подпоручиком по армейской пехоте; в 1859 уволен в отставку, с чином поручика. В начале Польского восстания, в чине отставного поручика, служил инспектором (ревизором) движения (Службы движения) при обществе «С.-Петербурго-Варшавской железной дороги с ветвью к прусской границе»[20]. В мае 1863 года близ станции Свенцяны был легко ранен в руку в деле сводного отряда русских войск против польских мятежников в окрестностях озера Ледатис, выступив в качестве добровольца-проводника. В августе 1865 года стал членом-учредителем с.-петербургского «Общества поощрения и покровительства частному служебному труду». Однако, в сентябре 1865 добровольно сложил с себя полномочия, вследствие конфликта среди учредителей. В то время состоял для особых поручений при начальнике Службы движения той же железной дороги. В январе 1877 из отставных поручиков определён на государственную службу вновь, в военное ведомство, в военно-дорожный отдел полевого Управления военными сообщениями действующей армии, на должность помощника начальника движения, по эксплуатации, с переименованием в чин губернского секретаря. В том чине и должности железнодорожного инженера участвовал в Русско-турецкой войне (1877—1878). Затем служил начальником службы движения 3-го железнодорожного батальона. В январе 1878 инициировал следствие о злоупотреблениях, происходивших по перевозке войск на румынских железных дорогах, под руководством своего бывшего начальника, статского советника, инженера Ивана Францевича Риделя. В октябре 1881 уволен в отставку по сокращению штатов. В апреле 1883 из отставных губернских секретарей зачислен в запас чиновников Главного штаба, по случаю оставления его за штатом, с 24 февраля (8 марта) 1882; в июле 1883 пожалован в чин коллежского секретаря, со старшинством с 23 января (4 февраля) 1880, с оставлением в запасе чиновников Главного штаба; в сентябре 1883 пожалован в чин титулярного советника, со старшинством с 23 января (4 февраля) 1883, с оставлением в запасе Главного штаба; в мае 1886 уволен в отставку, по прошению, с мундиром. В 1890-х стал фигурантом семи уголовных дел, по обвинению в мошенничестве, в т. ч. выдавал себя за отставного генерала и переодевался в соответствующий мундир. В сентябре 1898 года С.-Петербургским окружным судом признан виновным по двум эпизодам мошенничества, но заслуживающим снисхождения. Согласно вердикта присяжных поверенных, суд приговорил его «по лишении всех особенных прав и преимуществ, чинов, знаков отличия и медали к тюремному заключению на четыре месяца. Приговор <…> представить, до вступления его в законную силу, через г. министра юстиции, на благоусмотрение Его Императорского Величества»[21]. Жена: Вера Иосифовна, калужская помещица и домовладелица. Дети: Елизавета Желватых, супруга коллежского секретаря Вячеслава Васильевича Желватых (1859–?)[22]; Мария Кокшарова, супруга штабс-капитана запаса Александро-Невского резервного батальона Константина Ивановича Кокшарова (1851–6.01.1904)[23].
- Елена Александровна Львова (1834—1908), супруга Ф. Н. Львова.
- Константин (1837—?) — подполковник запаса армейской пехоты, изобретатель приборов нефтяного отопления[24], член научных обществ. Воспитанник Горного института. Участник кампаний (1852-1857) Кавказской войны. Кавалер орденов Св. Станислава 3 ст. (1858), Св. Анны 3 ст. (1881), Св. Владимира 4 ст., с бантом (1884), командор ордена Святого Олафа (1872). Службу начал унтер-офицером Егерского ген.-адъютанта князя Воронцова полка. За отличие в сражениях с 18 (30) мая 1855 производится в прапорщики, со старшинством с 27 мая (8 июня) 1854. Тем чином с 31 января (12 февраля) 1858 переводится в Енисейский конный казачий полк, с переименованием в хорунжие. С 26 марта (7 апреля) 1861 производится, за отличие, в сотники Забайкальского конного казачьего полка. Служил в должностях адъютанта Н. Н. Муравьева-Амурского, М. С. Корсакова и Е. М. Жуковского. После отъезда матери из Сибири в Полтавскую губернию переводится в Крым, в 50-й Белостокский пехотный полк. В том полку с 15 (27) мая 1867 произведён в майоры и назначен младшим штаб-офицером. Затем, в том чине и в той должности, служил в 1-м Керченском крепостном пехотном и, с 4 ноября 1877 — в Апшеронском пехотном, полках; проживая в Темир-Хан-Шуре, 2 июня 1878 обратился в Департамент торговли и мануфактур М-ва финансов, о выдаче ему 5-летней привилегии (патента) на изобретенный прибор нефтяного отопления;  с 6 (18) мая 1884 производится в подполковники Апшеронского пехотного полка; с 13 (25) января 1885 уволен в запас армейской пехоты. С 2 октября 1861 — член Русского энтомологического общества, в Николаевске[25]. С 1881 года - действительный член Императорского Русского технического общества[26].
- Ольга Александровна Забаринская (1838—1914), супруга А. И. Забаринского.